# Min Chueh Chang
Min Chueh Chang (chinesisch 張明覺 / 张明觉, Pinyin Zhāng Míngjué; * 10. Oktober 1908 in Taiyuan, Shanxi, Chinesisches Kaiserreich; † 5. Juni 1991 in Shrewsbury, Massachusetts) war ein  chinesisch-US-amerikanischer Biologe.

## Leben
Chang studierte Tierpsychologie an der Tsinghua-Universität in Peking und an der University of Cambridge in England. In Cambridge gelangte er in das Forschungsteam von Arthur Walton und beschäftigte sich mit Forschungsarbeiten des Spermiums. Nachdem ihm der Doktor in Cambridge gelungen war, wechselte er an die Yale University in die Vereinigten Staaten, wo er Isabelle Chin kennenlernte und heiratete. Mit seiner Ehefrau hatte er drei Kinder.
1945 erlernte er das Verfahren der In-vitro-Fertilisation bei Gregory Pincus in Worcester an der Worcester Foundation for Biomedical Research. Dort gelangen Pincus und ihm die grundlegenden Forschungen zur Entwicklung der Antibabypille.

## Auszeichnungen
- Albert Lasker Award, verliehen von der Planned Parenthood – World Population 1954[1]
- Mitglied der American Academy of Arts and Sciences 1956
- Ortho Medal, verliehen von der American Fertility Society 1961
- Carl G. Hartman Award, verliehen von der Society for the Study of Reproduction 1970[2]
- Francis Amory Prize, verliehen von der American Academy of Arts and Sciences 1975
- Wippman Scientific Research Award, verliehen von der Planned Parenthood Federation of America 1987
- Gewähltes Mitglied der National Academy of Sciences 1990